# 小青龙汤
小青龙汤，出自《伤寒论》，主治外寒内饮证，症见恶寒发热，无汗，胸痞喘咳，痰多而稀。

## 派生制剂
为日本局方之一，有标准化中药浓缩颗粒。

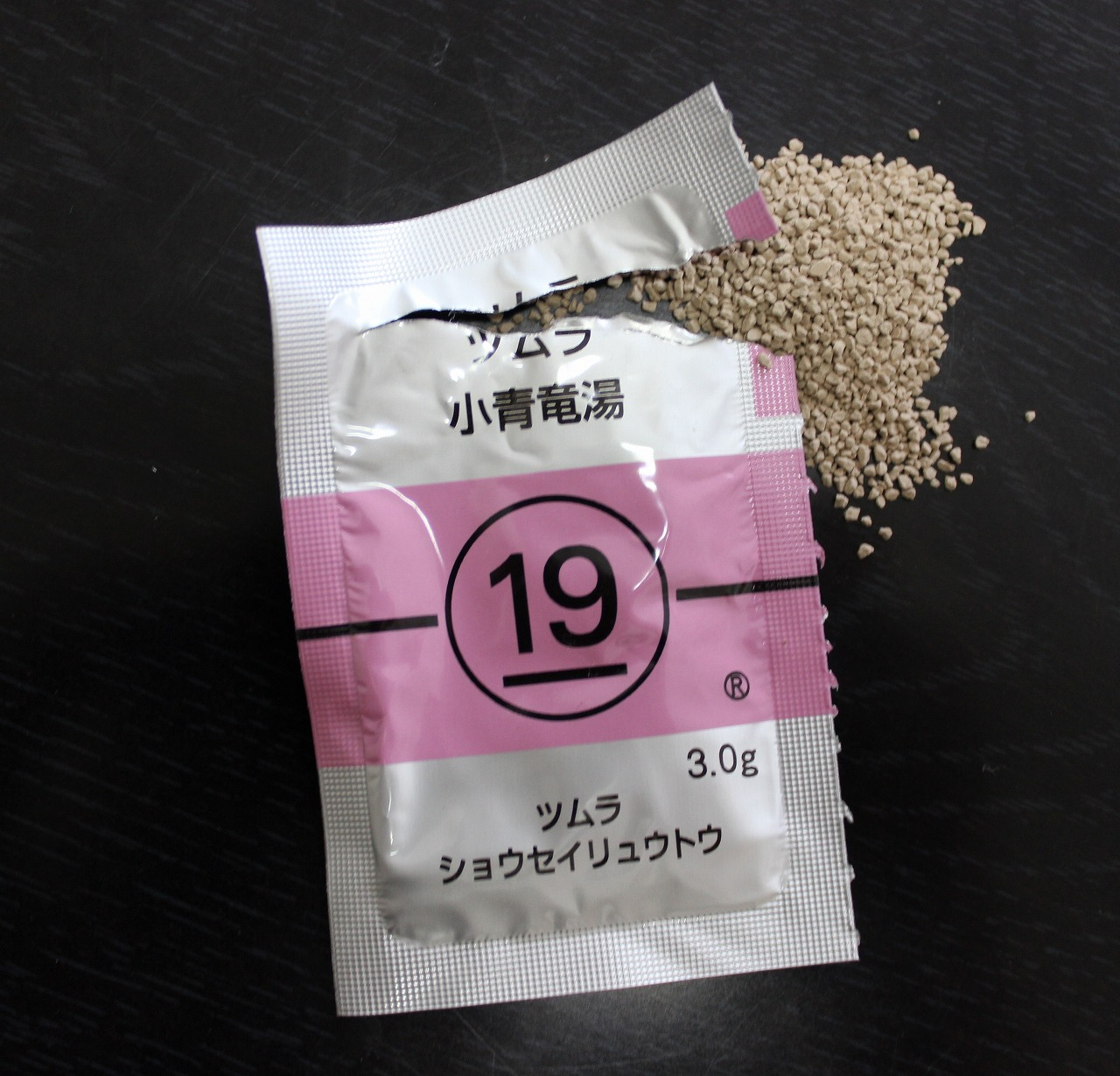
日本颗粒

《中国药典》载小青龙合剂（口服液）、小青龙颗粒。

## 外部連結
- 小青龍湯 中藥方劑圖像數據庫 (香港浸會大學中醫藥學院) （中文）（英文）